# Gladys Marin

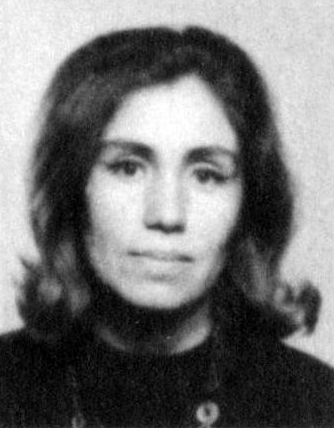

Gladys Marín Millie (ur. 18 lipca 1937 w Curpeto, zm. 6 marca 2005 na Chile) – chilijska działaczka polityczna, poetka, sekretarz generalny Komunistycznej Partii Chile.
Studiowała pedagogikę. Reprezentowała partię komunistyczną od 1965 w Izbie Deputowanych (ponownie wybrana w 1970). Prowadziła aktywną działalność jako sekretarz generalny Związku Młodzieży Komunistycznej Chile, współpracując m.in. z Salvadorem Allende i Pablo Nerudą. Po zamachu stanu generała Pinocheta ukrywała się, następnie szukała schronienia w ambasadzie Holandii. Udało się jej wyjechać do Holandii, później przebywała m.in. w NRD i ZSRR. W 1976 zaginął jej mąż Jorge Munoz, prawdopodobnie zamordowany na zlecenie władz wojskowych.
W 1978 Gladys Marín powróciła potajemnie do Chile i prowadziła działalność podziemną. W latach 80. organizowała masowe protesty przeciwko Pinochetowi, później wielokrotnie domagała się osądzenia przestępstw dokonanych w okresie jego rządów. W 1993 została sekretarzem generalnym Komunistycznej Partii Chile; z ramienia partii kandydowała w wyborach prezydenckich w grudniu 1999, w których zajęła trzecie miejsce z poparciem 3,2%.
Zmarła po długiej chorobie nowotworowej na Kubie, dokąd wyjechała na leczenie. Została uczczona dwudniową żałobą narodową w Chile.